# 써니 (2011년 영화)
《써니》는 2011년 상반기에 강형철 감독의 차기작으로 개봉된 대한민국의 영화이다. 어린 시절부터 중년이 된 현재 시기까지 이어지는 주인공들의 우정을 주 내용으로 하고 있다. 강형철 감독의 영화 과속스캔들에 이어서 800만 관객을 돌파함에 따라 이 작품에서도 700만 관객을 돌파하였다.

## 줄거리
2011년, 잘나가는 사업가 남편과 예쁜 여고생 딸을 둔 임나미. 분명 부족한 것 없는 인생이었지만 항상 뭔가가 부족하다고 느꼈다. 그러던 어느 날, 입원한 엄마의 문병차 간 병원에서 '하춘화'라는 이름이 새겨진 병실을 발견했고 그곳에서 고교동창 춘화를 만난다. 춘화는 폐암을 앓고 있었고 길어야 2개월밖에 못사는 상황. 그녀는 세상을 떠나기 전, 흩어진 친구들을 다시 만나는 게 소원이라고 했고 오랜만에 만난 옛 친구의 성화를 외면할 수 없었던 나미는 흥신소를 동원해 오래전 흩어진 친구들의 행방을 추적하기 시작한다. 그러는 사이 그간 잊고 살던 25년 전 과거를 떠올렸다. 
1986년 전라도에서 서울 진덕여고로 전학온 나미는 어리바리한 면모와 사투리 때문에 첫날부터 날라리들의 놀림감이 되고 만다. 하지만 그도 잠시, 의리짱 춘화와 친해지면서 '써니'라는 패거리에 들어가게 된다. 쌍거풀이라면 눈이 뒤집어지는 못난이 장미, 욕쟁이 진희, 괴력의 다구발 소녀 금옥, 미스코리아 지망생인 사차원 복희, 도도한 얼음공주 수지까지 개성넘치는 친구들이랑 날마다 붙어다니기 시작한 그녀는 할머니에게서 전공받은 사투리 욕 신공으로 라이벌조직 '소녀시대'와의 대결에서 완승을 거두는 기염을 토하며 그들과 한층 친해지지만 수지만은 이런 나미를 경멸하며 철저히 피했다. 하지만 곧 평소 무척이나 싫어하는 새엄마랑 같은 전라도 출신이기 때문에 그런 것임을 알고는 포장마차에서 소주를 마시며 오해를 풀었다. 
이후 학교축제 때 선보일 공연을 연습하며 예전보다 더 즐거운 시간을 보내지만 축제 당일, 과거 춘화와 사이가 틀어졌던 이상미가 본드를 하고 나타나 나미를 괴롭히며 소란을 피우기 시작했고 상황을 알고 달려온 춘화가 그녀를 제압하는 사이 근처에 서성이고 있던 수지의 얼굴을 그어버리고 만다. 이 일로 축제 분위기로 즐거워야 할 학교는 아수라장으로 변해 발칵 뒤집혔고 써니 멤버들 역시 퇴학처리 당하면서 각자 다른 학교로 뿔뿔이 흩어지게 된 것이다. 
25년 후, 어른이 되어 다시 만난 써니 멤버들은 사는 환경은 저마다 달랐지만 성질만큼은 학창시절 그대로였다. 그러는 사이, 시한부 인생이었던 춘화는 결국 세상을 떠나버렸고 장례식장에 모인 그들은 춘화의 변호사를 통해 그녀가 남기고 간 유산을 받는다.

## 출연진

### 주연
- 유호정: 임나미 역
- 진희경: 하춘화 역
- 고수희: 김장미 역
- 홍진희: 황진희 역
- 이연경: 서금옥 역
- 김선경: 류복희 역
- 윤정: 정수지 역
- 심은경: 어린 임나미 역
- 강소라: 어린 하춘화 역
- 김민영: 어린 김장미 역
- 박진주: 어린 황진희 역
- 남보라: 어린 서금옥 역
- 김보미: 어린 류복희 역
- 민효린: 어린 정수지 역

### 조연
- 천우희: 상미 역
- 하승리: 예빈 역
- 권은수: 과거 방송반 DJ 역
- 김시후: 과거 준호 / 준호 아들 역
- 이경영: 성인 준호 역 (특별출연)
- 김새벽: 과거 2학년 3반 반장 역
- 한승현: 과거 장미 오빠 역
- 박영서: 과거 나미 오빠 역
- 김혜옥: 나미 엄마 역
- 정원중: 나미 아빠 역
- 김영옥: 나미 할머니 역
- 이준혁: 흥신소 사장 역
- 김원해: 학주 선생님 역
- 성지루: 변호사 역 (우정출연)
- 최다은
- 소희정: 담임 선생님 역
- 김정하: 춘화 어머니 역 (특별출연)

## 수상 경력
- 2011년 제4회 스타일 아이콘 어워즈 특별상, 컨텐츠 오브 더 이어 '써니'[4]

## 같이 보기
- 써니: 강한 마음, 강한 사랑 (일본) - 다루는 영화 작품.
- 대한민국 영화 흥행 기록
- 강형철 감독